# 朱印

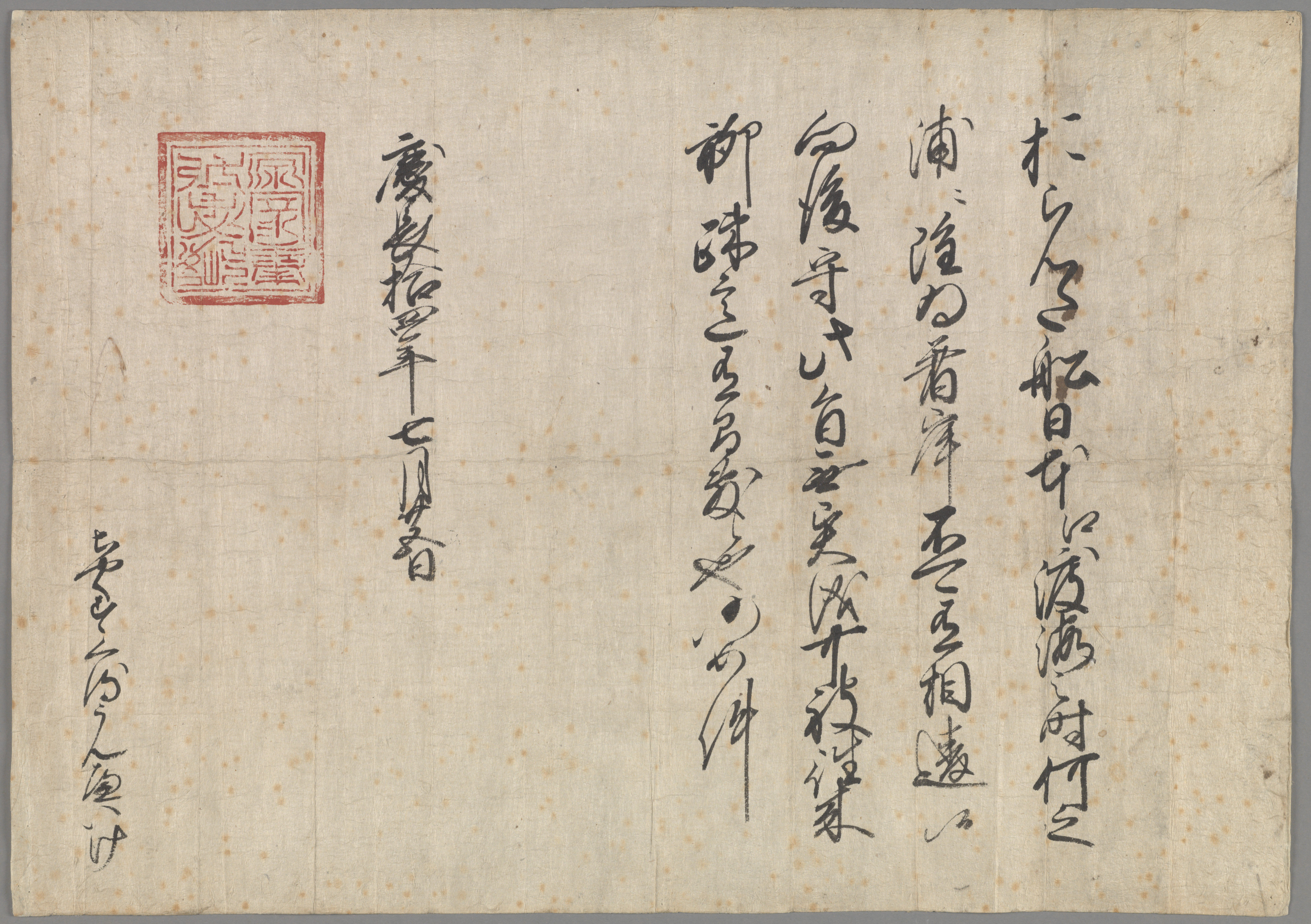
徳川家康がオランダとの通商許可証として発行した朱印状（1609年8月24日付）

朱印（しゅいん）とは、朱色の印肉（朱肉）を用いて押印した印章のことである。
広義では朱肉により押された印章全般を指すが、中でも特に日本の戦国時代から江戸時代にかけて書類に用いられたもの（あるいは、その書類自体）、もしくは現代日本での神社仏閣において参拝者向けに押されるものを指す。なお、敬称として御朱印（ごしゅいん）と呼ぶこともある。

## 戦国時代から江戸時代においての朱印
日本の戦国時代から江戸時代にかけて、将軍・大名・武将などが、命令・承認などを目的とした公的文書に朱色の印章を用いた。その文書を朱印状と呼び、朱印状自体を略して俗に「朱印」と呼ぶこともあった。
律令制の公文書及び公式様文書において用いられた印は朱印のみであり、黒印は私的な蔵書印などに用いられたのみであった。
そのため、正式な書類に押す印は朱印であると考えられ、戦国時代に印判状が登場したときも当初は黒印状が先に出されていたが、後に朱印状が登場するようになると、公式かつ重要な文書は朱印を押した朱印状で発給される例が多くなる。
これは織田信長・徳川家康が重要な文書は朱印状で、私信や雑務的な文書には黒印状を用いて分け、更に彼らの家臣達が遠慮して専ら黒印状を用いたことが大きい。
ただし、朱印状と黒印状の境界線は必ずしも明確ではなかった。もっとも、朱印が用いることが可能であったのは武士などの支配階級に限られ、農民や町人は黒印のみしか用いることが出来なかった。明治元年（1868年）9月に農民や町人の朱印使用が認められるようになると、次第に朱印が広く用いられるようになった。
なお、中世においては他者との差別化を図るために朱印に代わって青や紫、黄色などの印判が押された文書も存在する。また、書画などの落款は必ず朱印で行う慣例となっている。